# Justin Houben
Pour les articles homonymes, voir Houben.
Justin Laurent Octave Houben, né le 9 septembre 1898 à Schaerbeek et décédé le 6 juillet 1958 à Linkebeek fut un homme politique belge social-chrétien.
Houben fut docteur en droit; secrétaire de la Ligue belge de football professionnel.
Il fut élu conseiller communal (1938-) d'Anvers; sénateur de l'arrondissement d'Anvers (1939-1946), ensuite coopté (1946-47).

## Sources
- Bio sur ODIS